# Talco
Talco ist eine italienische Ska-Punk-Band aus Marghera, Venedig, die im Jahr 2000/2001 gegründet wurde. Der Bandname kommt vom italienischen Namen für Talkum, mit dem die Bandmitglieder laut eigener Aussage in ihrer Kindheit herumgealbert haben.

## Geschichte
Unter dem Namen Talco Mentolato („mentholhaltiger Talk“) begann Talco im Jahr 2000 erste Konzerte zu spielen. So gewann die Gruppe sie auch im April 2001 mit Aurora on Stage einen Band-Wettbewerb. Im selben Jahr veröffentlichten die Musiker die erste Studio-Demo und änderten ihren Namen in „Talco“. Anschließend spielten sie zunächst ausschließlich live, bis sie 2004 Tutti Assolti veröffentlichten. Die Bandbesetzung änderte sich mehrmals leicht.
Nach weiteren Touren in Italien, Deutschland und der Schweiz wurde Anfang 2007 mit Combat Circus ihr zweites Album veröffentlicht, für das Lied „La Carovana“ wurde zudem ein Video produziert. Es folgten unter anderem Auftritte beim Move against G8-Festival in Berlin und eine kleine Deutschland-Tour im Herbst. Nach dieser Tour fand ein kleiner Umbruch in der Band statt, da mit Terra (Trompete) und Keko (Bass) zwei langjährige Mitglieder die Band verließen.
Die Band machte sich aber mit Hochdruck gleich an das neue Album, das bereits im April 2008 in Form von „Mazel Tov“ erschien. Wie auch schon bei den beiden Vorgängern fand die Record-Release Party in ihrer Heimatstadt am 25. April statt, dem Tag der Befreiung Italiens vom Faschismus. Es folgten zwei Deutschland-Touren im Mai und November sowie zahlreiche Festivalauftritte während des Sommers.
Die Krönung des erfolgreichen Jahres erfolgte Anfang 2009, als in ihrer Hochburg Berlin das legendäre SO36 ausverkauft wurde und sie eine ähnlich große Show in ihrer Heimatstadt Venedig gaben. Nach Touren in Spanien und Kroatien waren sie im Sommer 2009 fast jedes Wochenende auf Festivals zu sehen und gaben im Herbst weitere Konzerte in Deutschland. Im September 2009 wechselten Talco ihre Plattenfirma und sind seitdem beim Berliner Label Destiny Records unter Vertrag, bei denen auch die letzten beiden Alben Ende 2009 neu aufgelegt wurden.
Im Oktober 2009 erschien die Benefiz-Single St. Pauli, auf der sich neben der bereits aus dem Album Mazel Tov bekannten Version auch eine auf Deutsch gesungene Variante befindet (nach der Veröffentlichung wurde der Song öfters im Millerntor-Stadion gespielt). Die Erlöse dieser Single gehen komplett an den Fanräume e. V. Im Frühjahr 2010 war die Band wieder im Studio, um ihre neue Platte aufzunehmen. In der Zeit bis zur Veröffentlichung folgten Auftritte bei zahlreichen Festivals in ganz Europa, wie z. B. beim Force Attack Festival, wo Talco sich zuvor schon sehr viel Aufmerksamkeit erspielt hatte.
Am 25. August 2010 erschien das Album La Cretina Commedia – ein Konzeptalbum mit 13 Songs, welches dem linken Aktivisten und Mafia-Kritiker Giuseppe „Peppino“ Impastato gewidmet ist. Das Cover ist eine Hommage an And out come the wolves der Band Rancid und an die erste EP von Minor Threat – ein Hinweis auf Talcos Punkrock- und Hardcore-Wurzeln. Musikalisch zeichnet sich die Platte durch eine weitere Verfeinerung des Stils und größeren Abwechslungsreichtum aus.
Seit der Veröffentlichung ist die Band – wann immer es die Jobs der Mitglieder erlauben – live unterwegs. Durch diesen Umstand spielen Talco im Gegensatz zu anderen Bands oft viele kurze Touren oder an Wochenenden, dafür aber über das ganze Jahr verteilt. Im Sommer 2011 waren sie auf über 20 Festivals zu sehen, darunter beim Taubertal-Festival, Open Flair und dem Pol’and’Rock Festival in Polen.
Im November 2012 erschien das fünfte Album von Talco. Es heißt Gran Galà und beinhaltet 15 Songs. Seit dem Erscheinen ihres Albums gab Talco 77 Konzerte von Dezember 2012 bis Ende 2013 in ganz Europa und Russland. Ein beliebtes Ziel der Italiener ist dabei immer wieder Deutschland.
Das sechste Album, Silent Town, erschien am 6. November 2015 mit 12 Songs bei Destiny Records. Im Frühjahr 2016 folgt eine Konzerttour mit 26 Stops in Europa, davon 9 im deutschsprachigen Raum.
Am 25. Februar 2018 erschien ihr sechstes Studioalbum The Winner Isn’t, das mit Platz 72 erstmals die deutschen Charts erreichte.
Beim Reeperbahn Festival 2020 hatten sie bei coronabedingt reduziertem Publikum einen Live-Auftritt, der vom NDR zeitgleich gestreamt und als Arte-Konzertvideo mitgeschnitten wurde.
Am 19. Februar 2021 veröffentlichten Talco unter dem Namen Talco Maskerade aber mit normaler Besetzung das akustische Album Locktown.
Im November 2022 starteten Talco ihre Videogame Tour. Kurz zuvor im September 2022 veröffentlichten sie das gleichnamige Studio-Album.

## Stil
Die Band spielt sauberen, teils schnellen Ska mit einigen Punkeinflüssen. Die Musik ist extrem tanzbar und sehr durch die Band Ska-P und durch italienische Volksmusik beeinflusst. Die Bandmitglieder umschreiben ihre Musik als Patchanka mit Ursprüngen und Einflüssen von Bands wie Mano Negra, Gogol Bordello aber auch Einflüssen aus modernen Balkan Beats. In Italien werden sie auch oft als „Combat Ska“ bezeichnet, wobei dieser Begriff in Deutschland nicht sehr geläufig ist. Er wird dort vor allem für Bands wie Banda Bassotti, RedSka oder eben auch Talco verwendet, die oft schneller, politischer und punkiger sind, als viele vom 2-Tone beeinflussten Skabands.
Die Band versteht es, sowohl schnelle als auch langsame Songs mit nicht zu aufdringlichen Bläsern zu arrangieren. Neben der üblichen Besetzung beim Ska-Punk durch Gitarren und Blasinstrumente kommt auf dem Album Mazel Tov erstmals auch eine Geige zum Einsatz, zudem wird in einigen Songs mit dem Keyboard ein akkordeonähnlicher Klangeffekt erzeugt. Die Lieder „Diari Perduti“ vom Album Combat Circus und Il Lamento del Mare auf Mazel Tov wurden zusammen mit der weiblichen Stimme von Federica Gozzo, einer Freundin der Band mit argentinischen Wurzeln, aufgenommen. Die Texte sind komplett in italienischer Sprache verfasst, der Band ist jedoch daran gelegen, dass ihre Texte international verstanden werden, daher enthalten die Booklets der Alben zu jedem Song eine englische Übersetzung. Die Texte handeln meist vom Arbeiterleben, viele Lieder enthalten auch ein politisches Statement, so sind einige Werke von Talco an die Initiatoren des Irak-Kriegs gerichtet.
Talco haben bisher neun Alben veröffentlicht: Tutti Assolti (2003), Combat Circus (2006), Mazel Tov (2008), La Cretina Commedia (2010), Gran Gala (2012), Silent Town (2015), And the Winner Isn’t (2018), Locktown (2021) und Videogame (2022).

## Diskografie
| Titel                | Veröffentlichung | Typ                               |
| -------------------- | ---------------- | --------------------------------- |
| Live                 | 2000             | Live-Demo                         |
| Talco Mentolato      | 2001             | Demo                              |
| Tutti Assolti        | 2004             | Album                             |
| Combat Circus        | 2006             | Album                             |
| Mazel Tov            | 2008             | Album                             |
| St. Pauli            | 2009             | EP                                |
| La Cretina Commedia  | 2010             | Album                             |
| Gran Galà            | 2012             | Album                             |
| Silent Town          | 2015             | Album                             |
| And the Winner Isn’t | 2018             | Album                             |
| Locktown             | 2021             | Akustik-Album als Talco Maskerade |
| Insert Coin          | 2022             | EP                                |
| Videogame            | 2022             | Album                             |